# Specifikus nyelvi zavar
A specifikus nyelvi zavar (Specific Language Impairment, SLI; magyarul még: fejlődési diszfázia). Az általánosan elfogadott felfogás szerint az SLI olyan fejlődési rendellenesség, melynél nincsenek perifériás problémák a nyelvvel kapcsolatban (mint halláskárosodás), a nem verbális kognitív funkciók sem sérülnek (nincs mentális deficit), neurológiai és szociális problémák nem tapasztalhatók. Az SLI-sek egyetlen problémája a nyelvi fejlődésben jelentkező elmaradás.

## Előfordulása
Jellemzően egész családokban terjed, egypetéjű ikreknél 80%, kétpetéjű ikreknél 35% az esélye annak, hogy mindkét testvér szenved a károsodásban. Több vizsgálat arra enged következtetni, hogy a rendellenesség autoszomális domináns monogénes öröklődésmintát követ, az érintett fiúk aránya a lányokénál kétszer-háromszor nagyobb. Előfordulása itthoni adatok szerint 1:1000, az USA-ban a teljes populáció 3,5–7%-ára becsülik az SLI-osok számát.

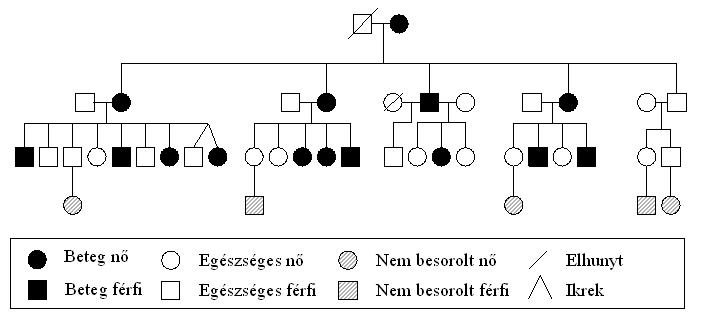
Az SLI előfordulása a K.E. családban. Ullman és Gopnik (1999) alapján

A legjelentősebb SLI-hoz kapcsolódó genetikai vizsgálatokat egy olyan négygenerációs angliai családon végezték, ahol a családtagok kb. fele speciális nyelvi zavarral jellemezhető, s akiket a szakirodalom K.E. családnak nevez. Azonban nem minden SLI gyermek mutatja a K.E. családra jellemző genetikai sérülést. Úgy tűnik, az SLI nem egy homogén kategória, egyénenként változó nyelvi és kognitív jellegzetességekkel bír.

## Tünetei
Az SLI-ban érintett gyermekeknél az első szavak megjelenése akár 3 éves késést is mutathat, és szókincsük a későbbiekben is elmarad a hasonló korú egészséges gyerekekétől. A legnagyobb problémát az igék elsajátítása okozza, az átlagnál kevesebb igét használnak, és a leggyakoribbakat sűrűn alkalmazzák helyettesítőként. A már ismert szavakat is nehezen hívják elő, a megnevezéses tesztekben általában rosszul teljesítenek.
Tipikus hibák angol anyanyelvű SLI-osoknál: E/3-ban jelen időben az -s személyrag elhagyása, a múlt idejű igék -ed végződésének lehagyása, segédigék, névelők elhagyása, szenvedő szerkezet használatának nehézsége. A magyar gyerekek leggyakoribb hibái: hely-, eset-, birtokos személyragok elhagyása vagy helytelen használata, a gyakoribb ragok (például a tárgy ragja) túláltalánosítása.
A károsodáshoz a későbbiekben törvényszerűen társulnak súlyos írás-olvasási problémák, valamint nehézséget jelent nekik a személyközi kapcsolatteremtés, emellett még érzelmi és viselkedészavarokkal is küszködhetnek.

## Elméletek az SLI kialakulásával kapcsolatban

### Nyelvtani szerkezetek feldolgozási zavara
Myrna Gopnik és Steven Pinker szerint az SLI-os gyermekeknél az okozza a problémát, hogy nem képesek a nyelvtani szabályok kiszűrésére az élő beszédből, épp ezért nem is tudják azokat alkalmazni, és minden egyes képzett alakot egyenként el kell sajátítaniuk, ami túl nehéz feladatnak bizonyul.

### Bemeneti feldolgozási zavar-hipotézis
Ezen elmélet szerint a károsodás nem korlátozódik a nyelvi képességekre. A tünetek létrehozásában a nyelven kívüli kognitív képességek deficitje és szenzoros hiányosságok együttesen vesznek részt. Valóban találtak néhány olyan egyéb területet, ahol az SLI gyermekek deficitet mutattak, de ezek sokkal kevésbé voltak súlyosak, mint a verbális zavarok. Újabb kutatások a K.E. család tagjainál megértési nehézségeket találtak bizonyos szintaktikai szerkezetek  (pl. vonatkozói mellékmondatok) esetében. April Benasich és Paula Tallal feltételezik, hogy input-feldolgozási zavar felelős a rendellenes nyelvhasználatért. Úgy találták, hogy az érintett gyermekek gyors hallási feldolgozása és a munkamemória fonológiai komponense gyenge, ezáltal a vélhetőleg SLI-os gyermekek már korán kiszűrhetők megfelelő hallásvizsgáló tesztek segítségével. Ez a hipotézis feltételezi, hogy bizonyos morfémákat a bemeneti feldolgozás hiányosságai miatt nem képesek feldolgozni, így aztán reprodukálni sem. Ennek némileg ellentmondó tény, hogy bár enyhén hallássérült gyermekeknek is vannak problémáik bizonyos beszédhangok elkülönítésével, a nyelvtani teszteken mégis jól teljesítenek, továbbá, hogy az SLI gyermekek pszeudomorféma szóvégi hangzókat (pl. vonat) helyesen képeznek, míg a múlt idő jelét gyakran elhagyják (pl. elment).

### G-SLI
Van der Lely és munkatársai elkülönítenek egy olyan alcsoportot az SLI-on belül, ahol elsődleges deficit mutatkozik nyelvtani rendszerben, viszont az auditoros rendszer és más kognitív képességek nem sérültek. Ezt a csoportot G-SLI-nak (Grammatical specific language impairment) nevezik, s számításaik szerint az összes SLI-os gyermek 10-20%-a ebbe az alcsoportba sorolható.

## SLI és a nyelvi modularitás
Bizonyosnak mondható tehát, hogy az SLI-os gyermekek nagy részénél a nyelvi képességen kívül más területek is deficitet mutatnak (ami elvárható egy fejlődési zavar esetén), ez azonban nem mindig képes megmagyarázni a betegség tüneteinek teljes spektrumát. Ha mégis sikerülne találni egy olyan csoportot, ahol kifejezetten csak a nyelvtan sérült, az meggyőző alátámasztásként szolgálna a nyelv modularitására.
A K.E. családon végzett genetikai vizsgálatok meghatározták a rendellenességet okozó génhibát. Ha úgy találnánk, hogy a betegséget okozó mutáció az örökítőanyag olyan részletén történt, ami más főemlősökből hiányzik, levonhatnánk a következtetést, hogy egy olyan szekvenciát találtunk, ami (részben) felelős az emberi nyelv kialakulásáért. Az erre vonatkozó vizsgálatok azonban azt mutatják, hogy a rendellenességgel kapcsolatba hozható FOXP2 gén jelen van más emlősökben is, és csak néhány aminosav különbség található az egyes főemlősfajok közt. Úgy gondolják, hogy ennek a génnek csak az arc és az állkapocs mozgatásában van szerepe.